# Beylikdüzü Voleybol İhtisas Spor Kulübü 2017-2018
Questa voce raccoglie le informazioni riguardanti il Beylikdüzü Voleybol İhtisas Spor Kulübü nelle competizioni ufficiali della stagione 2017-2018.

## Organigramma societario
Area direttiva
- Presidente: Gökhan Tankaş

Area tecnica
- Allenatore: Mehmet Bedestenlioğlu
- Allenatore in seconda: Zekai Bayram
- Assistente allenatore: Kemal Karakaş
- Scoutman: Olcay Kahraman

## Rosa
| N° | Nome                | Ruolo | Data di nascita  | Nazionalità sportiva |
| -- | ------------------- | ----- | ---------------- | -------------------- |
| 1  | Melisa Memiş        | L     | 27 gennaio 1998  | Turchia              |
| 2  | Aleyna Altunsoy     | S     | 9 agosto 1999    | Turchia              |
| 3  | Simay Kurt          | L     | 29 luglio 2000   | Turchia              |
| 4  | Ana Lazarević       | S     | 4 luglio 1991    | Serbia               |
| 5  | Buse Kara           | S     | 30 agosto 1998   | Turchia              |
| 7  | Jana Matiašovská    | S     | 7 luglio 1987    | Azerbaigian          |
| 9  | Çağla Erdem         | S     | 18 giugno 1998   | Turchia              |
| 10 | Selmin Karahan      | P     | 20 luglio 1998   | Turchia              |
| 11 | Merve Çepni         | C     | 19 agosto 1996   | Turchia              |
| 13 | Sabriye Gönülkırmaz | C     | 17 maggio 1994   | Turchia              |
| 14 | Alessya Safronova   | C     | 10 febbraio 1986 | Kazakistan           |
| 15 | Arelya Karasoy      | P     | 14 dicembre 1996 | Turchia              |
| 17 | Ceren Kestirengöz   | O     | 19 luglio 1993   | Turchia              |
| 18 | Hande Korkut        | C     | 28 ottobre 1990  | Turchia              |

## Statistiche

### Statistiche di squadra
| Competizione     | Punti | In casa | In casa | In casa | In trasferta | In trasferta | In trasferta | Totale | Totale | Totale |
| Competizione     | Punti | G       | V       | P       | G            | V            | P            | G      | V      | P      |
| ---------------- | ----- | ------- | ------- | ------- | ------------ | ------------ | ------------ | ------ | ------ | ------ |
| Sultanlar Ligi   | 25    | 11      | 5       | 6       | 11           | 3            | 8            | 28     | 14     | 14     |
| Coppa di Turchia | -     | 1       | 1       | 0       | 1            | 0            | 1            | 3      | 1      | 2      |
| Totale           | -     | 12      | 6       | 6       | 12           | 3            | 9            | 31     | 15     | 16     |

G = partite giocate; V = partite vinte; P = partite perse

### Statistiche dei giocatori
| Giocatore      | Campionato | Campionato | Campionato | Campionato | Campionato | Coppa di Turchia | Coppa di Turchia | Coppa di Turchia | Coppa di Turchia | Coppa di Turchia | Totale | Totale | Totale | Totale | Totale |
| Giocatore      | P          | PT         | AV         | MV         | BV         | P                | PT               | AV               | MV               | BV               | P      | PT     | AV     | MV     | BV     |
| -------------- | ---------- | ---------- | ---------- | ---------- | ---------- | ---------------- | ---------------- | ---------------- | ---------------- | ---------------- | ------ | ------ | ------ | ------ | ------ |
| A. Altunsoy    | 2          | 0          | 0          | 0          | 0          | 0                | 0                | 0                | 0                | 0                | 2      | 0      | 0      | 0      | 0      |
| M. Çepni       | 3          | 6          | 4          | 2          | 0          | 1                | 0                | 0                | 0                | 0                | 4      | 6      | 4      | 2      | 0      |
| Ç. Erdem       | 15         | 47         | 36         | 4          | 7          | 2                | 5                | 3                | 1                | 1                | 17     | 52     | 39     | 5      | 8      |
| S. Gönülkırmaz | 26         | 135        | 67         | 34         | 34         | 3                | 15               | 11               | 4                | 0                | 29     | 150    | 78     | 38     | 34     |
| B. Kara        | 27         | 48         | 33         | 6          | 9          | 3                | 8                | 8                | 0                | 0                | 30     | 56     | 41     | 6      | 9      |
| S. Karahan     | 14         | 10         | 4          | 1          | 5          | 2                | 0                | 0                | 0                | 0                | 16     | 10     | 4      | 1      | 5      |
| A. Karasoy     | 28         | 75         | 11         | 30         | 34         | 3                | 9                | 0                | 3                | 6                | 31     | 84     | 11     | 33     | 40     |
| C. Kestirengöz | 27         | 306        | 247        | 39         | 20         | 3                | 45               | 39               | 2                | 4                | 30     | 351    | 286    | 41     | 24     |
| H. Korkut      | 18         | 33         | 18         | 6          | 9          | 2                | 11               | 8                | 1                | 2                | 20     | 44     | 26     | 7      | 11     |
| S. Kurt        | 27         | 3          | 2          | 0          | 1          | 3                | 0                | 0                | 0                | 0                | 30     | 3      | 2      | 0      | 1      |
| A. Lazarević   | 28         | 313        | 259        | 27         | 27         | 3                | 28               | 24               | 2                | 2                | 31     | 341    | 283    | 29     | 29     |
| J. Matiašovská | 28         | 568        | 495        | 40         | 33         | 3                | 50               | 48               | 2                | 0                | 31     | 618    | 543    | 42     | 33     |
| M. Memiş       | 22         | 2          | 0          | 0          | 2          | 3                | 0                | 0                | 0                | 0                | 25     | 2      | 0      | 0      | 2      |
| A. Safronova   | 28         | 262        | 172        | 78         | 12         | 1                | 10               | 7                | 2                | 1                | 29     | 272    | 179    | 80     | 13     |

P = presenze; PT = punti totali; AV = attacchi vincenti; MV = muri vincenti; BV = battute vincenti